# Mary Quant
Mary Quant, OBE, FCSD (n. 11 februarie 1930, Blackheath, Kent, Regatul Unit – d. 13 aprilie 2023, Surrey, Regatul Unit) a fost un designer englez, cunoscută pentru inventarea fustei mini și a pantalonilor scurți pentru femei.
Specialistă în moda pentru tineret, ea a introdus în Anglia anilor 1960 curentul Chelsea și a făcut ca fustița mini și pantalonii mulați să devină extrem de căutați. În anul 1957 a deschis un magazin, Bazaar, apoi a continuat să-și dezvolte afacerea producând propriile creații la scară largă.